# MELLIE
MELLIE（メリー）は、フィリピン出身の歌手。
愛知県名古屋市を中心にライブハウスなどで活動している。

## 楽曲
- One Dear Scene
- 約束の出逢い[1][2]

## 楽曲解説
結婚式場のCMソングとして使用されたことがあるため、曲ごとに解説する。なお、カッコ内に記した県名は各結婚式場の所在地である。

### One Dear Scene
1992年、下記の結婚式場のCMソングとして使用された。
- （愛知県）マリエール東海

### 約束の出逢い
1993年は「マリエール東海」と「ロイヤルパレス阪神」・「ロイヤルパレス大和殿」で、他は2000年代 - 2010年代に各結婚式場のCMソングとして使用された。
- （愛知県）マリエール東海[注 1]
- （兵庫県）ロイヤルパレス阪神[注 2]
- （兵庫県）ロイヤルパレス大和殿[注 2]
- （宮城県）パレスへいあん[注 3]
- （鳥取県）グランラセーレ米子
- （島根県）グランラセーレ八重垣
- （広島県）グランラセーレの森
- （鹿児島県）グランラセーレシエロ[1][2]